# Color impossible
Els colors impossibles són colors que no apareixen en el funcionament visual normal. Les diferents teories del color suggereixen diferents colors hipotètics que els humans són incapaços de percebre per una raó o una altra, i els colors ficticis es creen habitualment a la cultura popular. Tot i que alguns d'aquests colors no tenen cap base en la realitat, fenòmens com la fatiga de les cèl·lules del con permeten percebre els colors en determinades circumstàncies que no serien d'una altra manera.

La sensació de color humà es defineix per les corbes de sensibilitat (que es mostren aquí normalitzades) dels tres tipus de cèl·lules de con: respectivament els tipus de longitud d'ona curta, mitjana i llarga.

## Procés contrari
El procés de l'oponent del color és una teoria del color que afirma que el sistema visual humà interpreta la informació sobre el color processant els senyals de les cèl·lules de cons i bastons d'una manera antagònica. Els tres tipus de cèl·lules de con tenen una mica de superposició en les longituds d'ona de la llum a les quals responen, de manera que és més eficient que el sistema visual enregistri les diferències entre les respostes dels cons, en lloc de la resposta individual de cada tipus de con. La teoria del color de l'oponent suggereix que hi ha tres canals de l'oponent:
- Vermell versus verd
- Blau contra groc
- Negre versus blanc (això és acromàtic i detecta la variació o la luminància entre la llum i la foscor)[3]

Les respostes a un color d'un canal oponent són antagòniques a les de l'altre color, i els senyals sortits des d'un lloc de la retina poden contenir un o l'altre, però no tots dos, per a cada parell d'oponents.

## Colors imaginaris
Un color fictici o color imaginari és un punt en un espai de color que correspon a combinacions de respostes de cèl·lules còniques en un ull que l'ull no pot produir en circumstàncies normals veient qualsevol espectre de llum possible. Cap objecte físic pot tenir un color imaginari.
La corba de sensibilitat espectral de les cèl·lules de con de longitud d'ona mitjana ( M ) se superposa a les de les cèl·lules de con de longitud d'ona curta (S) i de longitud d'ona llarga (L). La llum de qualsevol longitud d'ona que interacciona amb els cons M també interacciona amb els cons S o L, o ambdós, fins a cert punt. Per tant, cap longitud d'ona i cap distribució de potència espectral excita només un tipus de con. Si, per exemple, els cons M poguessin ser excitats sols, això faria que el cervell veiés un color imaginari més verd que qualsevol verd físicament possible. Aquest color "hiperverd" es trobaria al diagrama de cromaticitat de l'espai de color CIE 1931 a l'àrea en blanc per sobre de l'àrea acolorida i entre la línia y i la línia x + y =1.

### Colors imaginaris en espais de color
Encara que no es poden veure, els colors imaginaris es troben sovint en les descripcions matemàtiques que defineixen els espais de color.
Qualsevol barreja additiva de dos colors reals també és un color real. Quan els colors es mostren a l'espai de color CIE 1931 XYZ, la barreja d'additius dóna com a resultat un color al llarg de la línia entre els colors que es barregen. Per tant, barrejant tres colors qualsevol, es pot crear qualsevol color contingut en el triangle que descriuen – això s'anomena la gamma formada per aquests tres colors, que s'anomenen colors primaris. Cap color fora d'aquest triangle no es pot obtenir barrejant els primaris escollits.
A l'hora de definir les primàries, l'objectiu sovint és deixar tants colors reals a la gamma com sigui possible. Com que la regió dels colors reals no és un triangle (vegeu la il·lustració), no és possible escollir tres colors reals que abastin tota la regió. La gamma es pot augmentar seleccionant més de tres colors primaris reals, però com que la regió de colors reals està limitada per una corba suau, sempre hi haurà alguns colors a prop de les seves vores que queden fora. Per aquest motiu, sovint es trien colors primaris que es troben fora de la regió dels colors reals – és a dir, colors primaris imaginaris o ficticis – per tal de capturar la major àrea de colors reals.
A les pantalles de color de les pantalles d'ordinador i televisió, les cantonades del triangle de la gamma es defineixen mitjançant fòsfors comercials triats per estar el més a prop possible del vermell pur, verd i blau, dins de l'àrea de colors reals. Per això, aquestes pantalles mostren inevitablement els colors més propers als colors reals que es troben dins del seu triangle de gamma, en lloc de coincidències exactes amb els colors reals que es representen fora d'ell. Les gammes específiques disponibles per als dispositius de visualització comercials varien segons el fabricant i el model i sovint es defineixen com a part dels estàndards internacionals – per exemple, la gamma de cromaticitats definida per l'espai de color sRGB es va convertir en un estàndard (IEC 61966-2-1:1999) per la Comissió Electrotècnica Internacional.

### Colors quimèrics

En mirar una "plantilla de fatiga" durant 20-60 segons i després canviar a un objectiu neutre, és possible veure colors "impossibles".

Un color quimèric és un color imaginari que es pot veure temporalment mirant constantment un color fort fins que algunes de les cèl·lules del con es cansen, canviant temporalment la seva sensibilitat al color i després mirant un color marcadament diferent. La descripció tricromàtica directa de la visió no pot explicar aquests colors, que poden implicar senyals de saturació fora de la gamma física imposada pel model tricromàtic. Les teories del color del procés contrari, que tracten la intensitat i el croma com a senyals visuals separats, proporcionen una explicació biofísica d'aquests colors quimèrics. Per exemple, mirar un camp saturat de color primari i després mirar un objecte blanc provoca un canvi de to oposat, provocant una imatge posterior del color complementari. L'exploració de l'espai de color fora de la gamma de "colors reals" per aquest mitjà és una evidència important que corrobora la teoria del procés oponent de la visió del color. Els colors quimèrics es poden veure quan es veu amb un ull o amb els dos ulls, i no s'observa que reprodueixin simultàniament qualitats de colors oposats (per exemple, "blau groguenc"). Els colors quimèrics inclouen:
Colors estigues
Aquests són alhora foscos i impossibles de saturats. Per exemple, per veure "blau estigi": mirar el groc brillant provoca una imatge posterior de color blau fosc, després, en mirar el negre, el blau es veu com a blau contra el negre, també fosc com el negre. El color no es pot aconseguir amb la visió normal, perquè la manca de llum incident (en el negre) impedeix la saturació del senyal cromàtic blau/groc (l'aspecte blau).
Colors auto-lluminosos
Aquests imiten l'efecte del material brillant, fins i tot quan es veuen en un suport com el paper, que només pot reflectir i no emetre la seva pròpia llum. Per exemple, per veure "vermell auto-lluminós": mirar el verd provoca una imatge posterior vermella, després en mirar el blanc, el vermell es veu contra el blanc i pot semblar més brillant que el blanc.
Colors hiperbòlics
Aquests estan molt saturats. Per exemple, per veure "taronja hiperbòlica": mirar el cian brillant provoca una imatge posterior de color taronja, i després, mirant la imatge taronja, la imatge posterior taronja resultant vista sobre el fons taronja pot provocar un color taronja més pur que el color taronja més pur que es pot fer amb qualsevol llum que es veu normalment.

## Colors fora de l'espai de color físic

És possible que algunes persones puguin veure el color "groc-blau" d'aquesta imatge deixant que els seus ulls es creuin de manera que els dos símbols + estiguin l'un sobre l'altre. En aquesta imatge, es proporcionen parells de colors RGB i Natural Color System. Pot ser que sigui necessari fer zoom per ajustar la imatge.

Segons la teoria del procés oponent, en circumstàncies normals, no hi ha cap tonalitat que es pugui descriure com una barreja de tonalitats de l'oponent; és a dir, com una tonalitat que sembla "vermell verd" o "groc blau".

És possible que algunes persones puguin veure el color "vermell-verd" d'aquesta imatge deixant que els seus ulls es creuin perquè els dos símbols + estiguin l'un sobre l'altre. En aquesta imatge, es proporcionen parells de colors RGB i Natural Color System. Pot ser que sigui necessari fer zoom per ajustar la imatge.

La majoria de la gent veu cercles concèntrics de colors molt brillants en aquest patró, si s'imprimeix i gira al voltant de 150-300 rpm. La versió alternativa amb contrast invers produeix un efecte contrari.

L'any 1983, Hewitt D. Crane i Thomas P. Piantanida van realitzar proves utilitzant un dispositiu de seguiment ocular que tenia un camp d'una franja vermella vertical adjacent a una franja verda vertical, o diverses franges estretes alternes vermelles i verdes (o en alguns casos, grogues i blaves). El dispositiu podia seguir els moviments involuntaris d'un ull (hi havia un pegat sobre l'altre ull) i ajustar els miralls perquè la imatge seguís l'ull i els límits de les ratlles estiguessin sempre als mateixos llocs de la retina de l'ull; el camp fora de les ratlles estava cobert amb oclusors. En aquestes condicions, les vores entre les ratlles semblaven desaparèixer (potser a causa del cansament de les neurones detectores de vores) i els colors fluïen entre si a l'escorça visual del cervell, anul·lant els mecanismes d'oposició i produint no el color esperat de la barreja de pintures o de la barreja de llums en una pantalla, però no són colors nous en tot el seu espai real, que no són ni en l'espai real. part o en les seves parts imaginàries. Per al vermell i verd, alguns van veure un camp uniforme del nou color; alguns van veure un patró regular de punts verds i punts vermells només visibles; alguns van veure illes d'un color sobre un fons de l'altre color. Alguns dels voluntaris de l'experiment van informar que després, encara podien imaginar els nous colors durant un període de temps.
Alguns observadors van indicar que, tot i que eren conscients que el que estaven veient era un color (és a dir, el camp no era acromàtic), no van poder anomenar o descriure el color. Un d'aquests observadors era un artista amb un gran vocabulari de colors. Altres observadors de les noves tonalitats van descriure el primer estímul com un verd vermellós.
El 2001, Vincent A. Billock i Gerald A. Gleason i Brian H. Tsou van crear un experiment per provar una teoria que l'experiment de 1983 no controlava les variacions en la luminància percebuda dels colors d'un subjecte a un altre: dos colors són equiluminosos per a un observador quan l'alternança ràpida entre els colors produeix la menor impressió de parpelleig. L'experiment del 2001 va ser similar però controlat per la luminància. Van fer aquestes observacions:
Alguns subjectes (4 de 7) descriuen fenòmens de transparència – com si els colors de l'oponent s'originessin en dos plans de profunditat i es poguessin veure, un a través de l'altre....
Vam trobar que quan els colors eren equiluminants, els subjectes veien verds vermellosos, grocs blavosos o un intercanvi de colors espacials multiestable (un fenòmens perceptual totalment nou). [   ); quan els colors no eren equiluminants, els subjectes van veure la formació de patrons espuris.
Això els va portar a proposar un "model de cables suaus d'oposició de color cortical", en què les poblacions de neurones competeixen per disparar i en què les neurones "perdent" queden completament en silenci. En aquest model, l'eliminació de la competència mitjançant, per exemple, la inhibició de les connexions entre poblacions neuronals pot permetre que les neurones s'excloguin mútuament.

### Rivalitat binocular
Hsieh i Tse l'any 2006 van discutir l'existència de colors prohibits per la teoria de l'oposició i van afirmar que, en realitat, són colors intermedis. No obstant això, segons el seu propi compte, els seus mètodes difereixen de Crane i Piantanida: "Van estabilitzar la vora entre dos colors a la retina mitjançant un rastrejador d'ulls vinculat a miralls deflectors, mentre que ens vam basar en la fixació visual". Hsieh i Tse no comparen els seus mètodes amb Billlock i Tsou, i no citen el seu treball, tot i que es va publicar cinc anys abans el 2001.